# Årabrotholmen
Årabrotholmen est une île dans le landskap Sunnhordland du comté de Vestland. Elle appartient administrativement à Øygarden.

## Géographie
Rocheuse et désertique dans sa partie ouest et couverte d'arbres dans sa partie est, elle s'étend sur environ 495 m de longueur pour une largeur approximative de 396 m. Sa forme rappelle, telle la Guadeloupe, celle d'un papillon.